# The Nylon Curtain
The Nylon Curtain je osmi studijski album ameriškega kantavtorja Billyja Joela, ki je izšel 23. septembra 1982 in ga je produciral Phil Ramone. 
Na Billboardovi lestvici albumov je dosegel sedmo mesto. V ZDA je bilo prodanih 2 milijona izvodov albumov. The Nylon Curtain je bil eden izmed prvih albumov, ki so bili digitalno posneti, zmiksani in masterizirani.

## Ozadje
Album se uvršča med Joelove bolj ambiciozne projekte. Joel je sam dejal, da je album eden njegovih najljubših. O albumu je dejal: »Snemanje na katerega sem najbolj ponosen in material na katerega sem najbolj ponosen.« Ko je Joel posnel album je v intervjuju dejal, da želi ustvariti mojstrovino. Zato je več časa preživel v studiu, da se je lahko bolj posvetil zvoku albuma, kot na prejšnjih albumih. Dejal je tudi, da je sam proces delanja albuma bil izčrpavajoč. Kritiki interpretirajo album kot poklon glasbi skupine The Beatles in Johna Lennona.
Joel je dejal, da je želel, da bi album opisoval njegova čustva o »Ameriških sanjah« in spremembi ameriške politike v dobi Ronalda Reagana.
Skladba »Allentown« je v začetku leta 1983 preživela šest tednov na 17. mestu lestvice Billboard Hot 100.
Novinar Chuck Klosterman je v svoji knjigi Sex, Drugs and Cocoa Puffs pohvalil skladbe z albuma, posebej skladbe »Laura« in »Where's the Orchestra?«.

## Produkcija
Produkcija albuma The Nylon Curtain se je pričela konec leta 1981. 15. aprila 1982 je bila za nekaj časa prekinjena, ker je Joel doživel hudo prometno nesrečo z motorjem, pri kateri si je poškodoval roke. Joel je kmalu okreval in album je bil dokončan v nekaj tednih.

## Seznam skladb
Vse skladbe je napisal Billy Joel.
| Stran 1 | Stran 1            | Stran 1 |
| Št.     | Naslov             | Dolžina |
| ------- | ------------------ | ------- |
| 1.      | „Allentown‟        | 3:52    |
| 2.      | „Laura‟            | 5:05    |
| 3.      | „Pressure‟         | 4:40    |
| 4.      | „Goodnight Saigon‟ | 7:04    |

| Stran 2         | Stran 2                  | Stran 2 |
| Št.             | Naslov                   | Dolžina |
| --------------- | ------------------------ | ------- |
| 1.              | „She's Right on Time‟    | 4:14    |
| 2.              | „A Room of Our Own‟      | 4:04    |
| 3.              | „Surprises‟              | 3:26    |
| 4.              | „Scandinavian Skies‟     | 6:00    |
| 5.              | „Where's the Orchestra?‟ | 3:17    |
| Skupna dolžina: | Skupna dolžina:          | 41:57   |

## Osebje

### Zasedba
- Billy Joel – vokali, klaviature, sintetizatorji, Hammond orgle
- Doug Stegmeyer – bas kitara
- Liberty DeVitto – bobni, tolkala
- David Brown – električna solo kitara, akustična solo kitara
- Russell Javors – akustična ritem kitara, električna ritem kitara

### Dodatni glasbeniki
- Dominic Cortese – harmonika pri »Where's the Orchestra?«
- Eddie Daniels – saksofon in klarinet pri »Where's the Orchestra?«
- Dave Grusin – godalni in trobilni aranžmaji
- Charles McCracken – čelo pri »Where's the Orchestra?«
- Rob Mounsey – sintetizator pri »Scandinavian Skies«
- David Nadien – koncertni mojster pri vseh, razen »Laura« in »Scandinavian Skies«
- "String Fever" – godala pri »Laura« in »Scandinavian Skies«
- Bill Zampino – tolkala pri »Goodnight Saigon«

### Produkcija
- Producent: Phil Ramone
- Mastering: Ted Jensen

## Lestvice
| Lestvica (1982–83)              | Mesto |
| ------------------------------- | ----- |
| Avstralija (Kent Music Report)  | 4     |
| Avstrija                        | 20    |
| Danska                          | 9     |
| Japonska (Oricon)               | 2     |
| Kanada (RPM)                    | 12    |
| Nizozemska (MegaAlbums)         | 1     |
| Norveška (VG-lista)             | 9     |
| Nova Zelandija                  | 10    |
| Švedska                         | 31    |
| Zahodna Nemčija (Media Control) | 34    |
| ZDA (Billboard 200)             | 7     |
| Združeno kraljestvo             | 27    |

| Lestvica (1982)          | Mesto |
| ------------------------ | ----- |
| Avstralija               | 49    |
| Japonska                 | 48    |
| Kanada                   | 77    |
| Norveška (Høst Period)   | 20    |
| Lestvica (1983)          | Mesto |
| Avstralija               | 82    |
| Japonska                 | 58    |
| Kanada                   | 78    |
| Nizozemska               | 12    |
| ZDA (Billboard Year-end) | 33    |

### Certifikati
| Regija                | Certifikat   | Prodaja   |
| --------------------- | ------------ | --------- |
| Kanada (Music Canada) | Platinast    | 100,000   |
| Nizozemska (NVPI)     | Zlat         | 50,000    |
| ZDA (RIAA)            | 2x platinast | 2,000,000 |